# Roger Mahony
Roger Michael Mahony (Hollywood, 27 februari 1936), is een Amerikaans geestelijke en een kardinaal van de Rooms-Katholieke Kerk.
Mahony kreeg als kind een zeer religieuze opvoeding. Hij studeerde theologie en filosofie op het seminaries van Mission Hill en Camarillo en werd op 1 mei 1962 priester gewijd. Hij werkte vervolgens als parochiepriester in Fresno en was tegelijkertijd directeur Sociale Zaken van zijn eigen bisdom. Hij zette zich bijzonder in voor randgroepjongeren, vooral uit de Spaanssprekende gemeenschap. In 1967 verleende paus Paulus VI hem de titel Huiskapelaan van de Heilige Vader.
Op 7 januari 1975 werd Mahony benoemd tot hulpbisschop van Fresno en tot titulair bisschop van Tamascani; zijn bisschopswijding vond plaats op 19 maart 1975. Op 15 februari 1980 werd hij benoemd tot bisschop van Stockton. Op 12 juli 1985 volgde zijn benoeming tot aartsbisschop van Los Angeles.
Mahony werd tijden het consistorie van 28 juni 1991 kardinaal gecreëerd, met de rang van kardinaal-priester. Zijn titelkerk werd de Santi Quattro Coronati. Hij nam deel aan de conclaven van 2005 en 2013.
Mahony ging op 1 maart 2011 met emeritaat.
In vervolg op het misbruikschandaal werd Mahony verweten getracht te hebben de zaak in de doofpot te stoppen en zelfs de rechtsgang te hebben belemmerd. Een en ander had aanvankelijk geen gevolgen voor zijn positie. In 2013 werd het Mahony door zijn bisdom echter alsnog verboden om publieke functies uit te oefenen. Naar aanleiding hiervan werd Mahony door een groepering van Amerikaanse katholieken opgeroepen om niet deel te nemen aan het conclaaf voor de verkiezing van de opvolger van paus Benedictus XVI. Hij nam echter wel aan dit conclaaf deel. 
Op 27 februari 2016 verloor Mahony - in verband met het bereiken van de 80-jarige leeftijd - het recht om deel te nemen aan een toekomstig conclaaf.
- Gemeinsame Normdatei: 1162356111
- International Standard Name Identifier: 0000 0000 9202 4683
- Library of Congress Control Number: n94055359
- Nationale bibliotheek van Australië: 42315826
- Istituto Centrale per il Catalogo Unico: IEIV210562
- SNAC: w6rn5rqm
- Trove: 1457519
- Virtual International Authority File: 78009465
- WorldCat: E39PBJv4mGPxBcgHrQmk4DhWDq